# Poienari
Poienari é uma comuna romena localizada no distrito de Neamţ, na região de Moldávia. A comuna possui uma área de 36.00 km² e sua população era de 1667 habitantes segundo o censo de 2007.